# Saint-Mury-Monteymond
Saint-Mury-Monteymond é uma comuna francesa na região administrativa de Auvérnia-Ródano-Alpes, no departamento de Isère.